# Conde de Miranda do Corvo

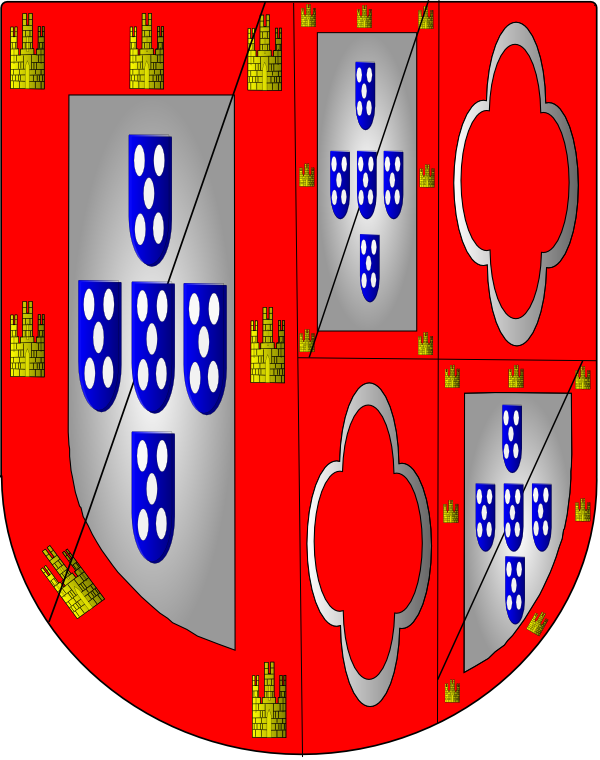
Armas dos Duques de Lafões, também titulares do Condado de Miranda do Corvo.

Conde de Miranda do Corvo é um título criado pelo Rei Filipe II de Portugal em 1611, a favor de D. Henrique de Sousa Tavares. A 6.ª Condessa de Miranda do Corvo, D. Luísa Casimira de Sousa Nassau e Ligne, viria a tornar-se 1.ª Duquesa de Lafões em 1718. A partir daí Conde de Miranda do Corvo passou a ser o título atribuído aos herdeiros presuntivos do Ducado de Lafões.
Um dos herdeiros do Ducado de Lafões, D. José João Miguel de Bragança, em vez do título de Conde foi antes agraciado com o título de Duque de Miranda do Corvo, não tendo sucedido no Ducado em virtude de não ter sobrevivido ao Duque seu pai. Posteriormente outro herdeiro da Casa de Lafões, D. Afonso de Bragança, veio a receber ambos os títulos de Miranda do Corvo, tendo sido 2.º Duque e 11.º Conde de Miranda do Corvo, vindo a suceder na Casa Ducal com o título de 5.º Duque de Lafões.

## Condes de Miranda do Corvo
1. D. Henrique de Sousa Tavares
2. D. Diogo Lopes de Sousa
3. D. Henrique de Sousa Tavares, 1.º Marquês de Arronches
4. D. Diogo Lopes de Sousa
5. D. Mariana Luísa Francisca de Sousa Tavares Mascarenhas e Silva, 2.ª Marquesa de Arronches
6. D. Luísa Casimira de Sousa Nassau e Ligne, Duquesa (não titular) de Lafões
7. D. Pedro Henrique de Bragança, 1.º Duque de Lafões
8. D. João Carlos de Bragança, depois 2.º Duque de Lafões
9. D. Ana Maria de Bragança e Ligne de Sousa Tavares Mascarenhas da Silva, depois 3.ª Duquesa de Lafões

## Duques de Miranda do Corvo
1. D. José João Miguel de Bragança e Ligne de Sousa Tavares Mascarenhas da Silva (20 de junho de 1795 – 15 de Novembro de 1801), feito duque de Miranda do Corvo, faleceu com apenas 6 anos em vida de seu pai.
2. D. Afonso de Bragança, feito duque de Miranda em vida de seu pai, vindo depois a herdar toda a Casa e tornando-se 5º Duque de Lafões, 8º Marquês de Arronches e 11º Conde de Miranda do Corvo.
3. D. Afonso Caetano de Barros e Carvalhosa de Bragança (nascido em Lisboa a 11 de Janeiro de 1956 - e morreu em Lisboa a 28 de Maio de 2021), 7.º Duque de Lafões, 10.º Marquês de Arronches, 13.º Conde de Miranda do Corvo, 9.º Marquês de Marialva, 10.º Conde de Cantanhede, todos de juro e herdade, 3.º Duque de Miranda do Corvo e 4.º Conde de Cavaleiros, sucede o seu filho,
4. D. Miguel Bernardo de Casal Ribeiro Bravo de Bragança (n. 1982), 8° Duque de Lafões, 11° Marquês de Arronches, 14° Conde de Miranda do Corvo, 10° Marquês de Marialva, 11° Conde de Cantanhede, todos de juro e herdade 4° Duque de Miranda do Corvo, 5° Conde de Cavaleiros